# کادیسی
کادیسی (انگلیسی: Kadysi) یک شهرک در شهرستان کاراایدلسکی استان باشقیرستان کشور روسیه است.